# Arinae
Arinae — підродина птахів з родини папугові ряду папугоподібні. Включає 150 видів у 32 родах. Представники підродини поширені в Америці.

## Класифікація
- Підродина Arinae
  - Триба Arini
    - Рід Гіацинтовий ара (Anodorhynchus) — 3 види
    - Рід Світлоголовий ара (Cyanopsitta) — 1 вид
    - Рід Ара (Ara) — 11 видів
    - Рід Жовтощокий ара (Orthopsittaca) — 1 вид
    - Рід Primolius — 3 види
    - Рід Червоноплечий ара (Diopsittaca) — 1 вид
    - Рід Товстодзьобий ара (Rhynchopsitta) — 3 види
    - Рід Жовтощокий папуга (Ognorhynchus) — 1 вид
    - Рід Гуаруба (Guaruba) — 1 вид
    - Рід Андійський папуга (Leptosittaca) — 1 вид
    - Рід Каролінський папуга (Conuropsis)† — 1 вид, вимер у 1918 році
    - Рід Psittacara — 13 видів
    - Рід Аратинга (Aratinga) — 7 видів
    - Рід Eupsittula — 5 видів
    - Рід Синьолобий аратинга (Thectocercus) — 1 вид
    - Рід Патагонський папуга (Cyanoliseus) — 1 вид
    - Рід Котора (Pyrrhura) — 24 види
    - Рід Папуга-червонохвіст (Enicognathus) — 2 види

  - Триба Androglossini
    - Рід Pyrilia — 7 видів
    - Рід Каїка (Pionopsitta) — 1 вид
    - Рід Короткохвостий папуга Graydidascalus — 1 вид
    - Рід Жовточеревий амазон (Alipiopsitta) — 1 вид
    - Рід Папуга-червоногуз (Pionus) — 8 видів
    - Рід Амазон (Amazona) — 32 види
    - Рід Синьочеревий папуга (Triclaria) — 1 вид

  - Клада (proposed Amoropsittacini)
    - Рід Тепуї (Nannopsittaca) — 2 види
    - Рід Гірський папуга (Psilopsiagon) — 2 види
    - Рід Катіта (Bolborhynchus) — 3 види
    - Рід Неотропічний папуга (Touit) — 8 видів

  - Клада (proposed Forpini)
    - Рід Папуга-горобець (Forpus) — 9 видів

  - Клада including Arini
    - Рід Папуга-білочеревець (Pionites) — 4 види
    - Рід Білолобий папуга (Deroptyus) — 1 вид

  - Клада including Androglossini
    - Рід Амазон-карлик (Hapalopsittaca) — 4 види
    - Рід Тіріка (Brotogeris) — 8 видів
    - Рід Калита (Myiopsitta) — 2 види